# Alternanthera maritima
Alternanthera maritima là loài thực vật có hoa thuộc họ Dền. Loài này được (Mart.) A.St.-Hil. mô tả khoa học đầu tiên năm 1833.